# 中間市
中間市（日语：／ Nakama shi */?）是位于福岡縣北部的一市。過去曾因開採煤礦而繁榮，但在煤礦停止開採之後開始沒落，現逐漸轉型為北九州都會區的通勤城鎮。
轄區內可以以南北貫穿中央的遠賀川為界，劃分為川東與川西兩地區，主要住宅區及商業設施都位於川東地區，90%的人口也集中於此；西部地區則以農田與綠地為主。
曾在2003年推動併入北九州市，但最後未能在市議會中獲得通過而取消計畫。

## 人口
| 中間市人口分布圖 |                                               |  |
| 中間市與日本全國年齡別人口分布比較圖 （2005年資料） | 中間市的年齡、男女別人口分布圖 （2005年資料） |  |
| ■紫色是中間市 ■綠色是全国 | ■藍色是男性 ■紅色是女性                       |  |
| 中間市人口變化 \| 1970年 \| 33,734人 \| \| \| 1975年 \| 43,145人 \| \| \| 1980年 \| 48,647人 \| \| \| 1985年 \| 50,294人 \| \| \| 1990年 \| 49,216人 \| \| \| 1995年 \| 49,353人 \| \| \| 2000年 \| 48,032人 \| \| \| 2005年 \| 46,560人 \| \| \| 2010年 \| 44,210人 \| \| \| 2015年 \| 41,796人 \| \| \| 2020年 \| 40,362人 \| \| |                                               |  |
| 資料來源：日本總務省統計中心提供之人口普查數據 |                                               |  |
| 1970年 | 33,734人                                      |  |
| 1975年 | 43,145人                                      |  |
| 1980年 | 48,647人                                      |  |
| 1985年 | 50,294人                                      |  |
| 1990年 | 49,216人                                      |  |
| 1995年 | 49,353人                                      |  |
| 2000年 | 48,032人                                      |  |
| 2005年 | 46,560人                                      |  |
| 2010年 | 44,210人                                      |  |
| 2015年 | 41,796人                                      |  |
| 2020年 | 40,362人                                      |  |

## 歷史

### 年表
- 1889年4月1日：實施町村制，現在的轄區在當時分屬：遠賀郡長津村和底井野村。
- 1922年11月1日：長津村改制為長津町。[3]
- 1924年9月1日：長津町改名為中間町。
- 1932年3月1日：底井野村被併入中間町。
- 1958年11月1日：中間町改制為中間市。

### 變遷表
| 1889年以前 | 1889年4月1日 | 1889年 - 1912年 | 1889年 - 1912年 | 1912年 - 1944年      | 1912年 - 1944年           | 1945年 - 1989年      | 1945年 - 1989年      | 1989年 - 現在        | 現在                 |
| ---------- | ------------ | --------------- | --------------- | -------------------- | ------------------------- | -------------------- | -------------------- | -------------------- | -------------------- |
|            | 長津村       | 長津村          | 長津村          | 1922年11月1日 長津町 | 1924年9月1日 改名為中間町 | 1958年11月1日 中間市 | 1958年11月1日 中間市 | 1958年11月1日 中間市 | 1958年11月1日 中間市 |
|            | 底井野村     | 底井野村        | 底井野村        | 底井野村             | 1932年3月1日 併入中間町   | 1958年11月1日 中間市 | 1958年11月1日 中間市 | 1958年11月1日 中間市 | 1958年11月1日 中間市 |

## 交通

### 鐵路
- 九州旅客鐵道
  - 筑豐本線：中間車站 - 筑前垣生車站
- 豐電氣鐵道
  - 筑豐電氣鐵道線：通谷車站 - 東中間車站 - 筑豐中間車站 - 希望丘高校前車站

## 教育
高等学校
- 福岡縣立中間高等學校（日语：福岡県立中間高等学校）
- 希望之丘高等學校（日语：希望が丘高等学校）

## 本地出身之名人
- 村田喜代子：小説家
- 高倉健：俳優
- 仰木彬：職業棒球選手
- 島田誠：職業棒球選手
- 川田和宏：職業足球選手
- 冨岡勉：政治家
- 大野絲：演員、模特兒

## 外部連結
- （日語） 中間商工會議所 （页面存档备份，存于）